# Pier Francesco Brunaccini

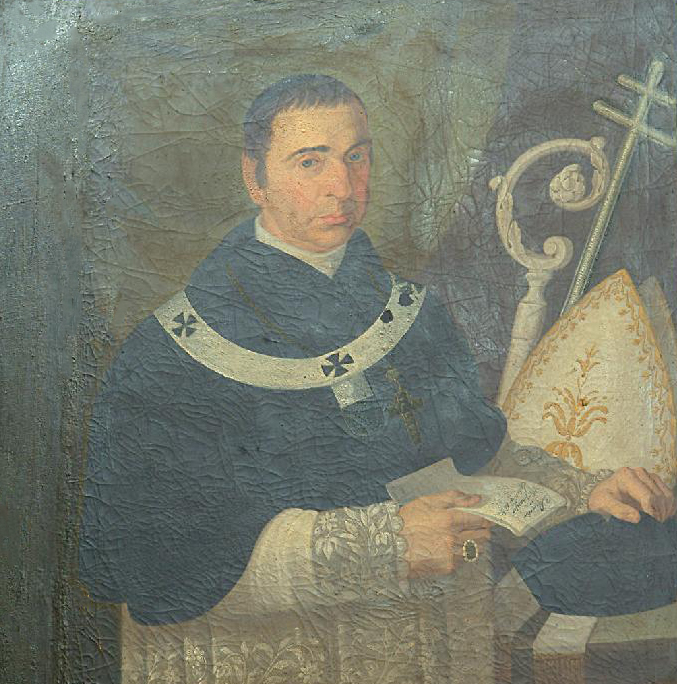
Erzbischof Pier Francesco Brunaccini

Pier Francesco Brunaccini OSB (* 22. Februar 1772 in Messina, Königreich Sizilien; † 14. Juni 1850 in Monreale, Königreich beider Sizilien) war ein italienischer Ordensgeistlicher und römisch-katholischer Erzbischof von Monreale.

## Leben
Pier Francesco Brunaccini trat in die Ordensgemeinschaft der Benediktiner ein und empfing am 6. Januar 1795 das Sakrament der Priesterweihe. 1825 wurde er Abt im Kloster Fundrò in Piazza Armerina.
Am 20. Mai 1844 wurde Brunaccini zum Bischof von Piazza Armerina bestimmt. Die Bestätigung der Ernennung durch Papst Gregor XVI. erfolgte am 17. Juni desselben Jahres. Die Bischofsweihe spendete ihm am 8. September 1844 der Erzbischof von Palermo, Ferdinando Maria Kardinal Pignatelli CRth. Am 24. November 1845 ernannte Gregor XVI. ihn zum Erzbischof von Monreale.